# 洪山嘴镇
洪山嘴镇，是中华人民共和国湖北省襄阳市老河口市下辖的一个乡镇级行政单位。

## 行政区划
洪山嘴镇下辖以下地区：
洪山路社区、江山社区、宝石水泥厂社区、洪星社区、洪山嘴村、太山庙村、苏家河村、袁庄村、付家寨村、杨家湾村、艾家沟村、高楼村、李家寨村、六股泉村、余家湾村、军队河村、庄家沟村、石门村、池岗村、兰家岗村、红树木沟村、牛王庙村、兴隆寺村、尚湾村、瓦城沟村、荆家棚村、黄龙泉村、小黄楝树村、肖湾村和杨化岗村。